# Samuel Güldin
Samuel Karl Güldin (* 8. April 1664 in Bern; † 31. Dezember 1745 im Stadtteil Roxborough in Philadelphia) war ein Schweizer Pietist.

## Leben
Samuel Güldin war der Sohn von Hans Joachim Güldin (* 4. Februar 1635 in Bern) und dessen Ehefrau Anna Maria, Tochter des Berner Weinschenks Hans Anton Koch (1598–1647).
1689 begann er, gemeinsam mit Johann Jakob Dachs und Samuel Schumacher, an der Universität Genf sein Theologiestudium. Gemeinsam, gelegentlich auch allein, mit Samuel Schumacher, Christoph Lutz (* 1662) und Samuel Dick († 1738) unternahm er verschiedene Bildungsreisen, die ihn zu Johnn Jakob Schütz nach Frankfurt am Main, zu den Labadisten nach Wieuwerd (Provinz Friesland), an die Universität Franeker, zu Theodor Undereyck nach Bremen, zu Johann Heinrich Horb nach Hamburg, zu Philipp Jacob Spener nach Berlin und zu August Hermann Franckes Kreis nach Leipzig führten, mit diesem stand er auch später noch in Verbindung. Die Reisen gingen auch nach Genf, Lausanne und nach England.
1692 wurde er Pfarrer in Stettlen und wollte dort nicht mehr die Lehre der Berner Staatskirche vermitteln, in der der sie zu sehr die Unterschiede zur lutherischen und katholischen Lehre hervorhob und dadurch rechthaberisch und praxisfern auftrat, statt die Leute zu tätigem Christsein anzuhalten. Er engagierte sich als Seelsorger und ging, besonders vor den Abendmahlsonntagen von Haus zu Haus, um sich nach dem «Seelenzustand» seiner Gläubigen zu erkundigen, damit er ihnen zu einem Besuch des Abendmahls raten konnte, aber auch empfehlen konnte, nicht daran teilzunehmen, wenn der Besuch als Bürgerpflicht wahrgenommen wurde. Er legte biblische Bücher, die volkstümlich und im Dialekt verfasst waren, fortlaufend aus, und übersetzte auch Schriften aus dem Französischen sowie aus dem Englischen, so die der englischen Philadelphierin Jane Leade. Dies führte dazu, dass Menschen aus allen Schichten zu ihm kamen. Er hielt aber keine besonderen Versammlungen neben den Gottesdiensten, um der Anklage der «Absonderung» von der reformierten Kirche zu entgehen, und berief sich dabei immer wieder explizit auf den Berner Synodus und suchte die Kontinuität mit der Reformation herzustellen.
1696 wurde er Helfer am Berner Münster.
Nachdem er die innerkirchliche pietistische Reformbewegung mitbegründet hatte, wurde er nach einem Prozess gegen die Pietisten 1699 des Amtes enthoben. Er wurde 1701 Pfarrer in Boltigen und 1702 des Landes verwiesen. Nachdem er sich daraufhin 1705 in Magdeburg, später in Hamburg und in Niederndodeleben beim Pfarrer Johann Wilhelm Petersen aufgehalten hatte, beschloss er, 1710 nach Pennsylvania auszuwandern. Auf seiner Reise dorthin, nahm er unter anderem auch die Berner «Staatsbibel», die Piscator-Bibel, mit.
In der Geschichte Pennsylvanias war er der erste reformierte Pfarrer deutscher Sprache, führte jedoch ein zurückgezogenes Leben als Farmer. 1742 bekämpfte er Nikolaus Ludwig von Zinzendorfs Pläne für eine Union unter den deutschsprachigen Protestanten Pennsylvanias und plädierte für religiöse Toleranz und Gewissensfreiheit.
Samuel Güldin war seit 1692 in erster Ehe mit Maria Magdalena, eine Schwester des Elisäus Malacrida (1658–1719), verheiratet. Gemeinsam hatten sie vier Kinder:
- Samuel Güldin (* 10. November 1693 in Stettlen; 1775 in Pennsylvania), Schmied und Farmer, verheiratet mit Elisabeth, Tochter von Hans Hilsabeck;
- Maria Katharina Güldin (* 8. Januar 1696 in Stettlen);
- Christoph Guldin (* 17. Juli 1697 in Bern; † 21. April 1737 in Pennsylvania), sein Pate war der Berner Schultheiss Christoph von Steiger[13];
- Emanuel Friedrich Guldin (* 13. März 1699 in Bern).

In zweiter Ehe war er mit Susanna (Nachname unbekannt) verheiratet.

### Schriftstellerisches Wirken
Mit seiner Schrift Kurze Apologie oder Schutz-Schrifft der unschuldig verdächtig gemachten und verworffenen Pietisten zu Bern in der Schweiz, die er vermutlich bereits 1702 verfasste, bilanziert er die Vorkommnisse und Anschuldigungen zu seiner Person und kritisiert zugleich die damalige offizielle Kirchenpolitik Berns.

### Pietistenprozess
Einige Jahre lang liess der Berner Rat die Pietisten gewähren. Doch stichelten Pfarrer, die den mutigen Amtsbrüdern die Zuhörer neideten, zunehmend bitter gegen sie. Dekan Samuel Bachmann ersucht den Rat, gegen sie einzuschreiten, als wäre mit der religiösen Ruhe auch die öffentliche Ordnung gestört. Tatsächlich brachten die Pietisten den Glauben so zur Sprache, dass klar wurde, dass nicht der Staat für den Einzelnen die Frage der Religion entscheiden könne. Man unterstellte den Pietisten eine geheime «Bruderschaft» und lutherische Unterwanderung.
1698 setzte der Rat eine «Kommission zur Untersuchung des Pietistenwesens» ein, der allein Gegner der Pietisten angehörten. Die Kommission schritt, angetrieben vom Dekan und eifersüchtigen Pfarrherren, zur Unterdrückung der Erneuerungsbewegung und strebte einen Prozess gegen mehrere Pietisten an. Am 9. Juni 1699 wurde die Anklageschrift vor dem Grossen Rat verlesen: Verbreitung schädlicher Bücher, unreformierte Lehren, das unmethodische Predigen in populärer Sprache, das ärgerliche Geläuf, welches die «Kirchendisciplin über den Hauffen wirft», Laien als Lehrer in heimlichen Versammlungen, Kritik an Pfarrschaft und Obrigkeit.
Am 10. Juni 1699 sprach der Rat die Urteile im Sinn der Kommission: Samuel König verlor seine geistliche Würde und wurde aus der Republik ausgewiesen. Samuel Güldin und Samuel Lutz verloren ihre Stelle und erhielten Predigtverbot – bis sie sich vom Pietismus lossagten. Andere wurden mit harten Bussen bestraft. Ein Theologiestudent wurde wegen einer Protestpredigt des Landes verwiesen.
Nach dem Prozess setzte sich der Vogt Niklaus Rodt (1650–1726), der mit den Pietisten sympathisierte, zwar noch für ihn bei den Richtern ein, wurde jedoch ermahnt.
Nach seiner Amtsenthebung hatte er zunächst keine Wohnung mehr und wohnte zeitweise bei Beat Ludwig von Muralt.
Er musste den neu eingeführten Assoziationseid, die Verpflichtung auf «die in der Stadt Bern eingeführte Religion» ablegen, die er als Pfarrer in Boltigen Ende Mai 1701 widerrief.

## Schriften (Auswahl)
- Kurtze Apologie oder Schutz-Schrifft Der unschuldig verdächtig-gemachten und verworfenen Pietisten zu Bern in der Schweiz. Philadelphia 1718.
- Kurtze Lehr- und Gegensätze zu Erläuterung und Rettung der Göttlichen Wahrheit. Philadelphia 1718.
- Unpartheyisches Zeugnüß über Die Neue Vereinigung Aller Religions-Partheyen in Pensylvanien. Germantown, Christopher Saur 1743.